# Dyscia plebejaria
Dyscia plebejaria là một loài bướm đêm trong họ Geometridae.